# Hans von Bartels
Hans von Bartels   (Hamburg, 25 de desembre de 1856 - Múnic, 5 d'octubre de 1913) va ser un pintor alemany.

## Biografia
Va néixer a Hamburg, fill del Dr. N. F. F. von Bartels, un funcionari del govern rus. Va estudiar primer amb el pintor marí R. Hardorff a Hamburg, després amb C. Schweitzer a Düsseldorf i Carl Oesterley a Hamburg, i finalment a l'Escola d'Art de Berlín. Després de viatjar extensament, especialment a Itàlia, es va establir a Múnic el 1885 i va ser nomenat professor de pintura el 1891. Va morir a Múnic.
Bartels està associat amb l'escola de pintura de Düsseldorf. Encara que pintor a l'oli de gran potència, és també un dels principals pintors alemanys de color a l'aigua, principalment de marines i escenes de la vida pesquera, pintat amb un vigor rude i una gran mostra d'habilitat tècnica. Bartels va fer una gran contribució al desenvolupament de l'aquarel·la. Va ser el primer a utilitzar pintura d'aquarel·la de grans formats sense les convencions anteriors. Des de 1887 Von Bartels va arribar cada estiu a la costa holandesa, especialment a Katwijk aan Zee, per pintar els pescadors i la seva feina. Destaca en escenes de tempesta i en la representació dels forts i sans pescadors de les costes del nord. Es va convertir en un membre honorari de les principals societats d'art angleses, alemanyes, holandeses, belgues i austríaques.

## Llegat

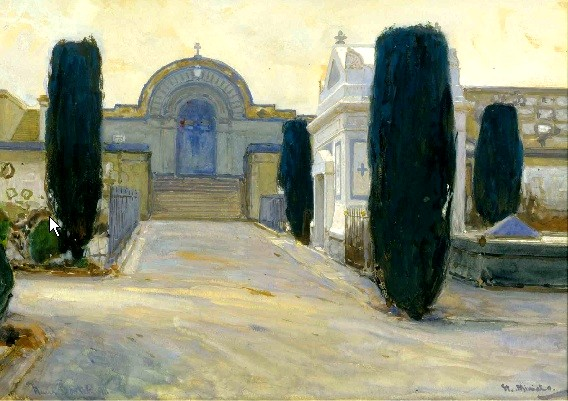
El cementiri de la Basílica de San Miniato al Monte

Entre les seves obres principals hi ha:
- "Puntària Solitària"
- "Potato Harvest - Rügen"
- "Storm - Bornholm"
- "Llum de lluna en el Zuyder Zee"

Té pintures en col·leccions públiques a Londres i Paisley.